# 七倉山
七倉山（ななくらやま）は、白山国立公園内の石川県白山市にある標高2,557mの山である。両白山地の主峰である白山（標高2,702m）の北西に位置する。

## 概要
山頂周辺はハイマツ帯で、ハクサンコザクラ、ハクサンイチゲ、イワギキョウ、チングルマなどの高山植物が自生している。西側の谷部の斜面には、夏でも多くの残雪があることが多い。白山の登山道の楽々新道及び岩間道が樅ヶ丘で合流後、この山頂付近を通過している。また釈迦新道、加賀新道、加賀禅定道（檜新宮参道）、楽々新道、岩間道が、山頂直下南西の七倉の辻で合流する。山頂と大汝峰の鞍部には、加賀禅定道の御手洗鉢（おちょうずばち）と呼ばれる場所がある。手取川の支流である尾添川や牛首川はこの山塊から源を発し、尾添川の支流である丸石谷は、北西斜面の清浄ヶ原から続く溶岩台地の末端で、百四丈滝となって落ちている。

## 周辺の山
- 白山
- 白山釈迦岳
- 笈ヶ岳